# Church House Westminster
Church House est le siège de l'Église d'Angleterre. Il est situé à l'extrémité sud du Dean's Yard, à côté de l'abbaye de Westminster, à Londres. Le bâtiment comprend, outre les bureaux de l'Église, le hall où se réunit chaque année le Synode général de l'Église d'Angleterre. 

## Histoire
Le besoin pour l'Église d'Angleterre de disposer d'un bâtiment administratif est exprimé à plusieurs reprises, dès le milieu du XIXe siècle, l'acte du Parlement qui décide de cette construction date de 1886, cette décision étant conçue comme un mémorial du Jubilé d'or de la reine Victoria en 1887. Une charte royale fonde le 23 février 1888 un organisme de charité, The Corporation of the Church House, chargé de rassembler les fonds nécessaires à l'entreprise et de mettre en œuvre le projet de construction. 

### Le bâtiment primitif
L'architecte choisi, Arthur Blomfield avait prévu d'occuper tout le site, cependant, le projet prit du retard, du fait de difficultés à récolter les fonds nécessaires mais également à obtenir le bail à rente. La première partie du projet, la construction du Grand Hall fut réalisée au sud du site ; le  prince Arthur, duc de Connaught et Strathearn posa la première pierre du Hall, le 24 juin 1891 et celui-ci fut inauguré le 11 février 1896, par le futur roi George V. Puis une construction à l'ouest fut mise en œuvre, comprenant le Hall du Synode général et une bibliothèque ; elle est inaugurée par l'archevêque de Canterbury, Frederick Temple, le 28 janvier 1902. Le reste du projet ne fut jamais réalisé.

### Les bâtiments actuels
Dès le début des années 1930, la construction d'un nouvel édifice, dont les plans sont établis par l'architecte Herbert Baker, est prévue, mais la mise en œuvre des travaux prend du retard du fait de la grande dépression des années 1930. La première pierre est posée par la reine Mary le 26 juin 1937, et le bâtiment est inauguré par le roi George VI le 10 juin 1940. 
Alors que le parlement de Westminster a été endommagé par le blitz durant la Seconde Guerre mondiale, le premier ministre Winston Churchill réquisitionne le bâtiment qui n'a subi que de légers dommages pour certains travaux parlementaires. La Commission préparatoire à la création des Nations unies s'y réunit le 27 novembre 1945 et la première session du Conseil de sécurité des Nations unies s'y tient le 17 janvier 1946. 
Le synode général de l'Église d'Angleterre s'y réunit chaque année, au mois de février, alternativement avec une session au mois de juillet à York. Church House est également le siège de plusieurs sociétés, notamment The Archbishops' Council, The Church Commissioners, The Church of England Pensions Board et National Society for Promoting Religious Education.
Church House est un monument classé de grade II (1988).